# Parsevalsche Gleichung
Die parsevalsche Gleichung (nach Marc-Antoine Parseval), auch bekannt als Abgeschlossenheitsrelation, aus dem Gebiet der Funktionalanalysis ist die allgemeine Form des Satzes des Pythagoras für Innenprodukträume. Zugleich ist sie wichtig für Orthogonalzerlegungen in diesen Räumen, insbesondere für die verallgemeinerte Fouriertransformation. 

## Formulierung
Es seien ein Prähilbertraum {\displaystyle V} und Orthonormalsystem {\displaystyle S\subset V} gegeben – d. h. alle Elemente von {\displaystyle S} sind zueinander orthogonal und haben zudem die Norm {\displaystyle 1}. {\displaystyle S} ist genau dann ein vollständiges Orthonormalsystem (Orthonormalbasis) von {\displaystyle V}, wenn für alle {\displaystyle v\in V} die parsevalsche Gleichung
{\displaystyle \|v\|^{2}=\langle v,v\rangle =\sum _{s\in S}|\langle v,s\rangle |^{2}}
erfüllt ist. Hierbei bezeichnet {\displaystyle \langle \cdot ,\cdot \rangle } das Innenprodukt und {\displaystyle \|\cdot \|} die zugehörige Norm von {\displaystyle V}.
Ist {\displaystyle S} ein unvollständiges Orthonormalsystem, so gilt immerhin noch die besselsche Ungleichung.

## Anwendungen
Die Gleichung hat die physikalische Aussage, dass die Energie eines Signals im Impulsraum betrachtet mit der Energie des Signals im Ortsraum identisch ist.
Eine andere Formulierung der Gleichung ist die Aussage, dass die L2-Norm einer Funktion gleich der 
{\displaystyle \ell ^{2}}- beziehungsweise {\displaystyle L^{2}(\mathbb {Z} )}-Norm der Koeffizienten der Fourierreihe dieser Funktion ist. Die Verallgemeinerung der parsevalschen Gleichung auf die Fouriertransformation ist der Satz von Plancherel.

### Spezialfall der Fourierreihe
Falls {\displaystyle a_{k},b_{k}} die Fourierkoeffizienten der (reellen) Fourierreihenentwicklung der {\displaystyle 2\pi }-periodischen reellwertigen Funktion {\displaystyle f} sind, das heißt
{\displaystyle f(x)\sim {\frac {a_{0}}{2}}+\sum _{k=1}^{\infty }\left(a_{k}\,\cos(kx)+b_{k}\,\sin(kx)\right)},
dann gilt die Gleichung
{\displaystyle {\frac {1}{\pi }}\int _{-\pi }^{\pi }f(x)^{2}\,\mathrm {d} x={\frac {a_{0}^{2}}{2}}+\sum _{k=1}^{\infty }(a_{k}^{2}+b_{k}^{2}).}
Diese Identität ist ein Spezialfall der oben beschriebenen allgemeinen parsevalschen Gleichung, wenn man als Orthonormalsystem die trigonometrischen Funktionen {\displaystyle {\tfrac {1}{\sqrt {2}}},\,\cos(nx),\,\sin(nx)}, {\displaystyle n=1,2,\dotsc }, nimmt, mit dem Skalarprodukt 
{\displaystyle \langle f,\,g\rangle ={\frac {1}{\pi }}\int _{-\pi }^{\pi }f(x)g(x)\;dx}.

### Satz von Plancherel
Der parsevalschen Gleichung für die Fourierreihe entspricht eine Identität der Fouriertransformation, die gemeinhin als Satz von Plancherel bezeichnet wird: 
Falls  {\displaystyle {\hat {f}}(\xi )}  die Fouriertransformierte von {\displaystyle f(x)} ist, dann gilt die Gleichung
{\displaystyle \int _{-\infty }^{\infty }|f(x)|^{2}\mathrm {d} x=\int _{-\infty }^{\infty }|{\hat {f}}(\xi )|^{2}\mathrm {d} \xi }
Die Fouriertransformation ist damit eine Isometrie im Hilbertraum L2. Diese Gleichung entspricht der parsevalschen, da der Fouriertransformation das Orthogonalsystem der Hermiteschen Funktionen zugeordnet ist.